# 라멘키역
라멘키역(러시아어: Раменки)은 모스크바 지하철 칼리닌스코 솔른쳅스카야 선의 역이다. 2017년 3월 16일에 개장했다.

## 지리
라멘키 역은 라멘키 지역, 빈니카 거리, 미추린스키 거리 교차로에 위치하고 있다.

## 구조
플랫폼과 연결되는 에스컬레이터와 미추린스카야 거리의 양쪽에 있는 지하 통로 및 연결된 두 개의 지하 대합실이 존재한다. 총 7개의 계단 중 5개는 독특한 유리 전시관 형식의 계단이 설치되어 있다.

## 디자인
라멘키 역은 민스코이 오차코와 메츠로그이프란스가 제안한 일종의 프로젝트를 기반으로 구축된 것이다. 이 프로젝트는 미하일 월로비치, 세르게이 코스티코프, 타마라 나티고바, 나탈리아 솔다토프, 바실리 세프, 이고리 이고리가 지휘한 공동 저자들이 있었다.
개장된 모든 역과 몇몇의 건물들은 12m 넓이의 1면 2선 섬식 승강장 구조로 된 2개의 기둥으로 구성되어 있다. 천장과 벽 및 끝까지 이어지는 기둥은 셀이 채워져 있고 단단한 회색빛 표면이 있는 다중 레이어 금속 패널을 포함한다. 벽의 일부는 같은 톤으로 만들어진 다공성 세라믹 돌로 만들어진다. 역사는 배경색과 주제별 유리 패널 그림으로 구분되어 있고, 이 그림은 플랫폼 열의 가장자리와 관련된 일부 벽에 배치되어 있다. 라멘키 역에는 이전에 이 지역에 있었던 짙은 참나무 숲과 유사한 녹색 배경의 녹색 색조로 이루어져 있다.

## 사진

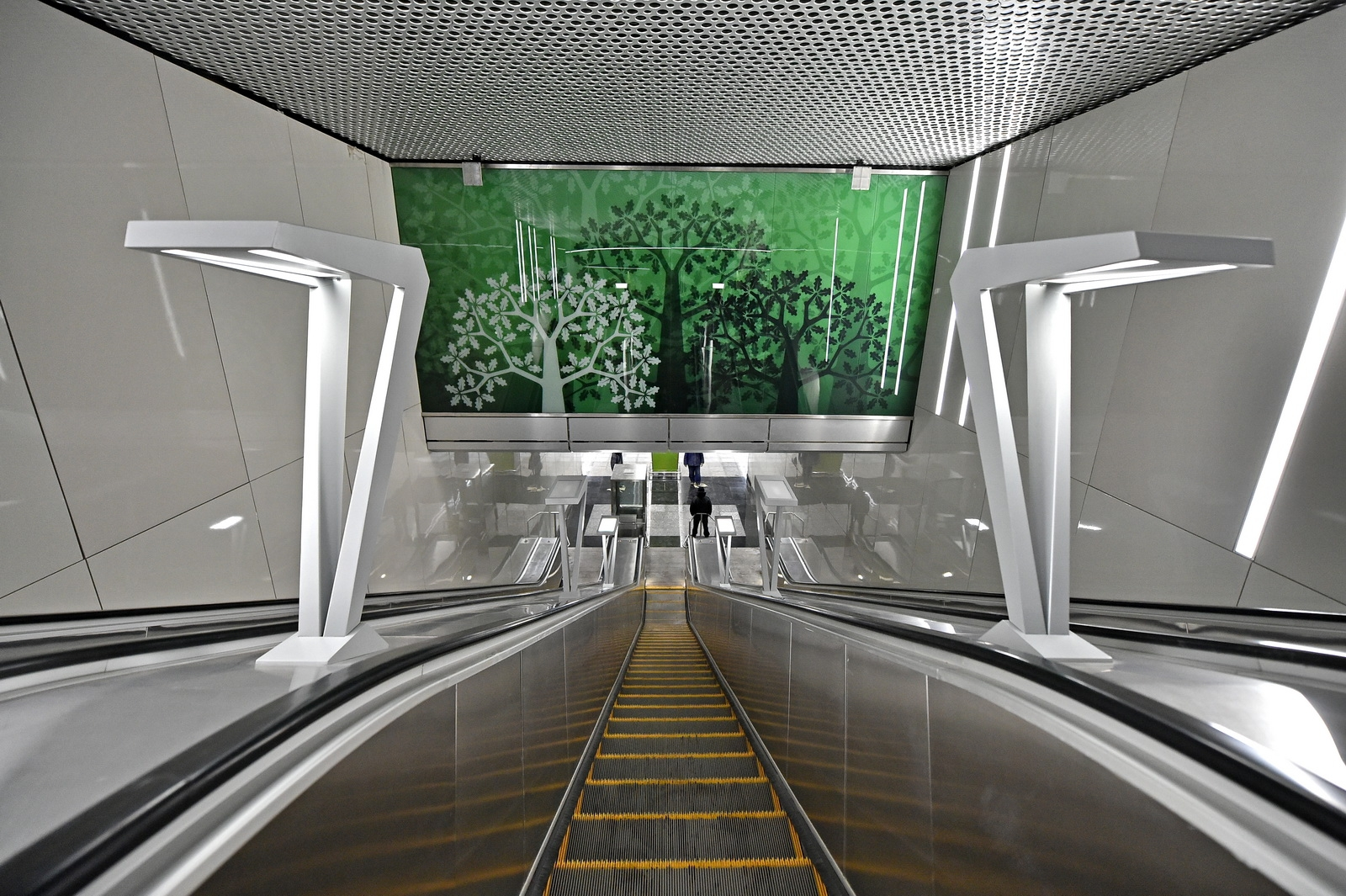
에스컬레이터 뷰

## 같이 보기
- (러시아어) news.metro.ru
- (러시아어) mosmetro.ru